# Placówka Straży Celnej „Stare Tarnowice”

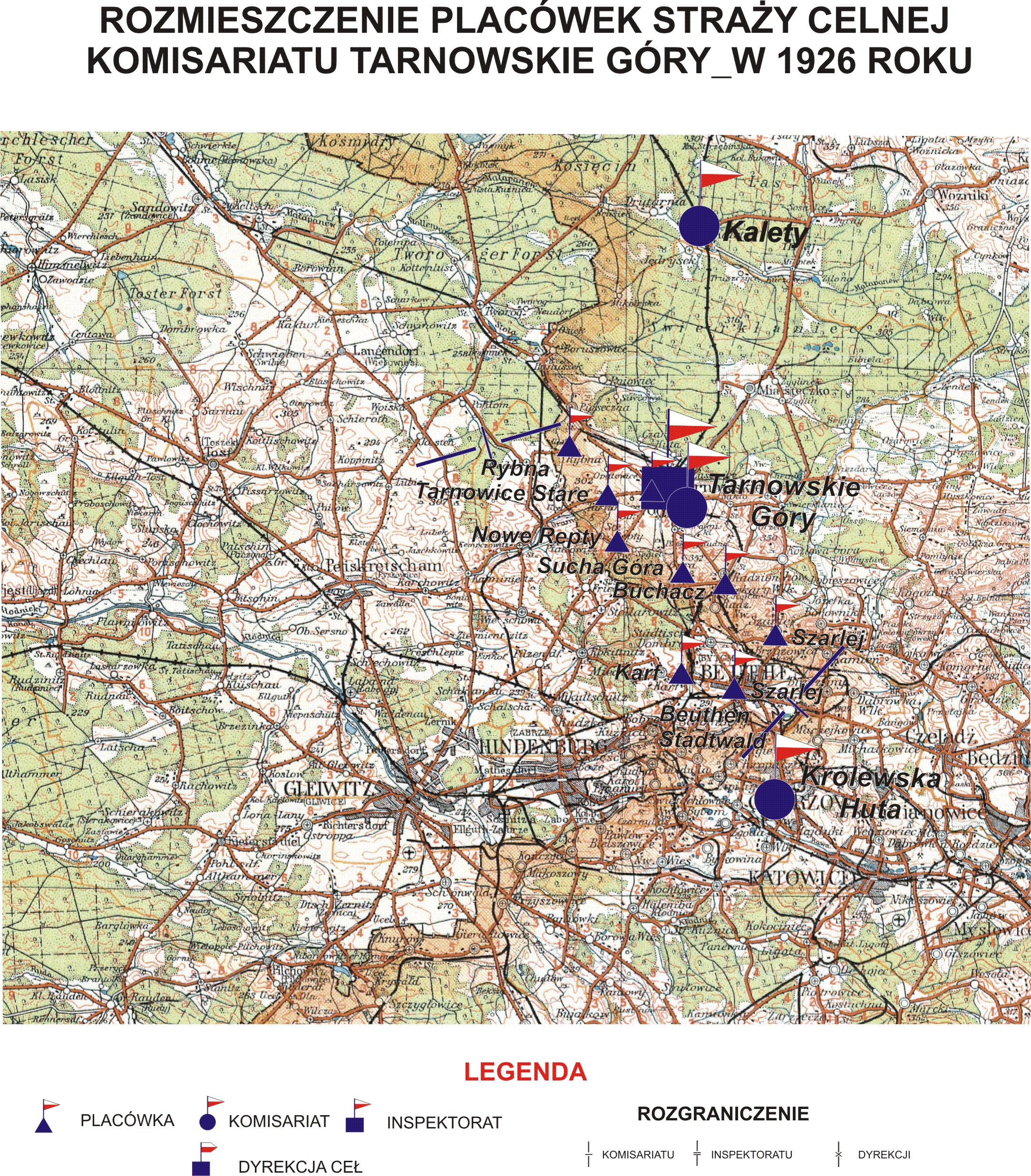
Rozmieszczenie placówek SC Komisariatu Tarnowskie Góry

Placówka Straży Celnej „Stare Tarnowice” – jednostka organizacyjna Straży Celnej pełniąca w okresie międzywojennym służbę ochronną na granicy polsko-niemieckiej.

## Formowanie i zmiany organizacyjne
Na wniosek Ministerstwa Skarbu, uchwałą z 10 marca 1920 roku, powołano do życia Straż Celną. Od połowy 1921 roku jednostki Straży Celnej rozpoczęły przejmowanie odcinków granicy od pododdziałów Batalionów Celnych. Proces tworzenia Straży Celnej trwał do końca 1922 roku. Placówka Straży Celnej „Stare Tarnowice” weszła w podporządkowanie komisariatu Straży Celnej „Tarnowskie Góry” z Inspektoratu SC „Tarnowskie Góry”.
W drugiej połowie 1927 roku przystąpiono do gruntownej reorganizacji Straży Celnej. W praktyce skutkowało to rozwiązaniem tej formacji granicznej. Ochronę północnej, zachodniej i południowej granicy państwa przejęła powołana z dniem 2 kwietnia 1928 roku Straż Graniczna.

## Funkcjonariusze placówki
Kierownicy placówki
| stopień          | imię i nazwisko, numer | okres pełnienia służby | kolejne stanowisko |
| ---------------- | ---------------------- | ---------------------- | ------------------ |
| starszy strażnik | Antoni Bołda (44)      | był w 1926             |                    |

Obsada personalna placówki w 1926:
- starszy strażnik Antoni Bołda (44)
- strażnik Eugeniusz Gdesz (497)
- strażnik Jan Przybyła (204)
- strażnik Tomasz Naskręt (1278)
- strażnik Paweł Fikus (478)
- strażnik Józef Matusek (701)
- strażnik Władysław Osika (1286)
- strażnik Franciszek Grobowski (281)
- strażnik Paweł Bramowski (39)
- strażnik Wincenty Gwóźdź (282)
- strażnik Walenty Piechota (760)